# Alfa Romeo Carabo

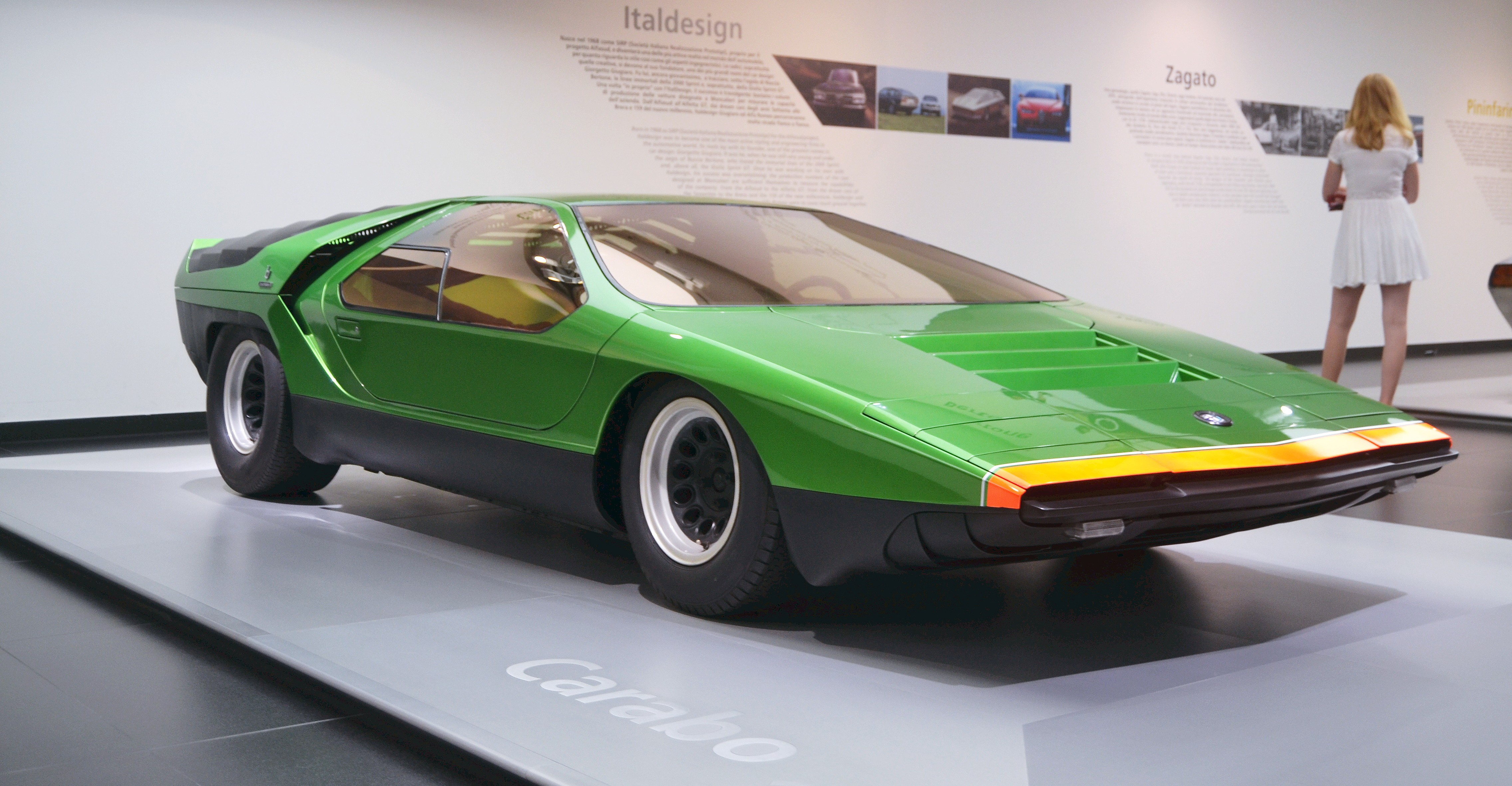
Alfa Romeo Carabo

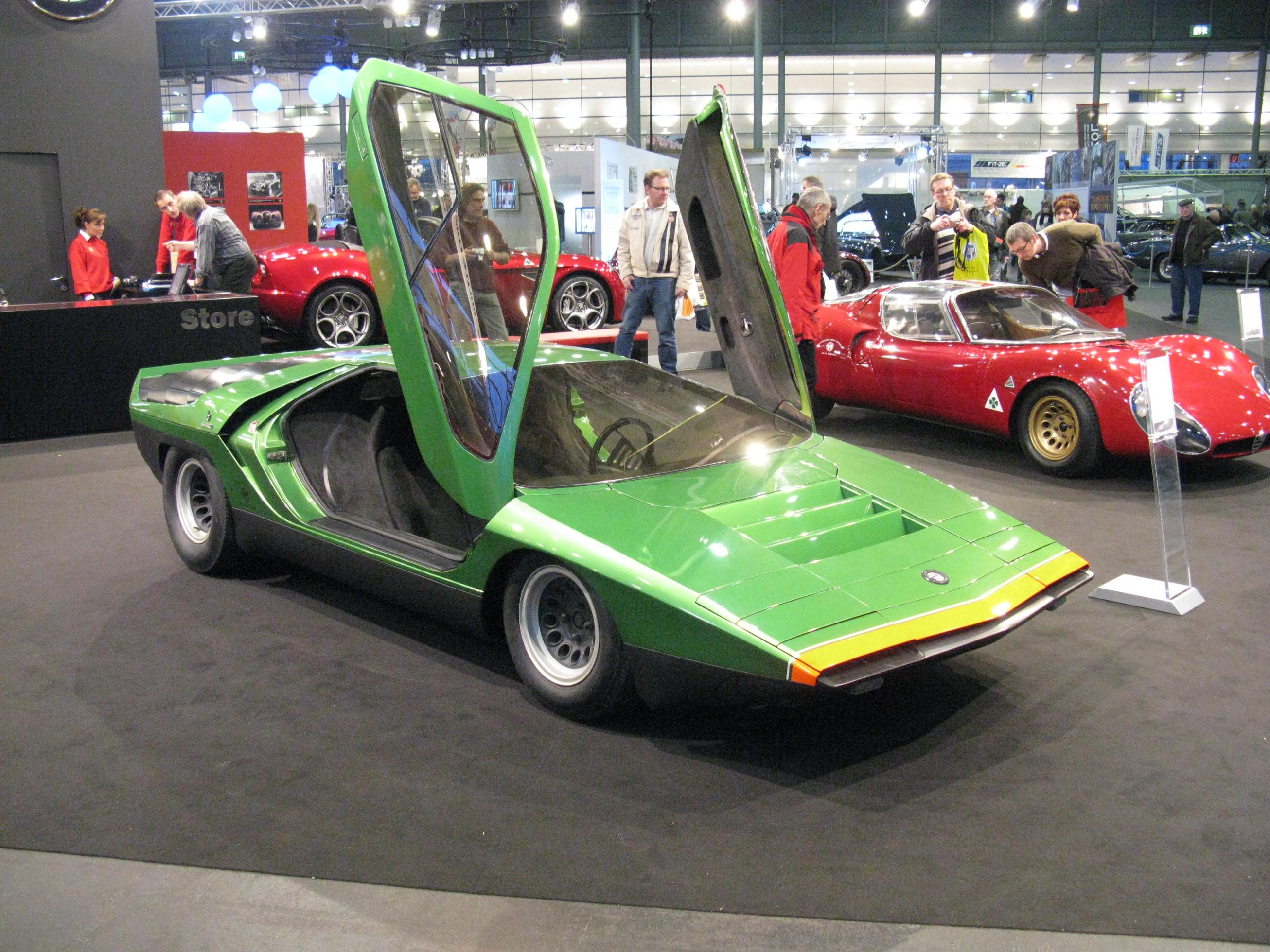
Alfa Romeo Carabo

 Alfa Romeo Carabo (Carabo італійською означає «жужелиця») — один з чотирьох дизайн проектів для дорожньої версії гоночного  Alfa Romeo Tipo 33/2 , створений маестро Марчелло Гандіні всього за 10 тижнів роботи в студії Bertone 
Так само були представлені:
- Alfa Romeo 33.2
- Alfa Romeo Iguana
- Alfa Romeo Navajo